# Henri Germain (écrivain)
Pour les articles homonymes, voir Henri Germain et Germain.
Henri Germain (9 juin 1855 à Paris- 21 août 1918) est un écrivain français.

## Romans
- 1891 : Les vacances de Paul : voyage en Algérie[2]
- 1910 : L'orphelin de Pornic - collection 'Les Beaux Romans', n° 5
- ? : Le Capitaine Finelame[3]
- 1914 : Le Sorcier[3]
- 1915 : Rivalité d'amour
- 1916 : La Fée des bruyères - éditions Tallandier[4]
- ? : Le secret de l'Espagnol[5]
- 1924 : Bourreaux ! - collection 'Le Livre National (Romans populaires)', n°431  - éditions Tallandier
- 1926 : Le calvaire d'Yvonne - Collection 'Le livre national', n° 540 - éditions Tallandier
- 1931 : Amour coupable - collection 'Les Jolis Romans', n° 3 - éditions Tallandier
- 1935 : La fauvette du faubourg - éditions Tallandier
- 1944 : L'Enfant perdu
- ? : Cruelle erreur - collection 'Le Livre National (Romans populaires)', n°122 - éditions Tallandier

## Adaptations au cinéma
- 1910 : La Malle du peintre d'un inconnu
- 1910 : Petite étoile de Émile Chautard
- 1915 : La Fille du Boche de Henri Pouctal
- 1915 : L'Homme masqué de Henri Pouctal
- 1917 : Le Sorcier de Maurice Challiot
- 1917 : La Mort rédemptrice de Maurice Challiot
- 1918 : Le Baron mystère de Maurice Challiot